# Bonjour Paris!
Bonjour Paris! je francouzský animovaný celovečerní film z roku 1953, který režíroval Jean Image.

## Děj
Zatímco v Paříži dva holubi prožívají dokonalou lásku, pan La Tour (Eiffelova věž) by také rád upoutal pozornost krásky, ale jeho velké rozměry ho přivádějí do rozpaků. Svojí nemotorností jen popudí ostatní a hlavní město je z toho nevrlé. Přesto, když jednoho dne věž zmizí, Pařížané jsou znepokojeni a je zahájeno pátrání. Dokonce se uvažuje o výstavbě jiné pamětihodnosti.